# (3665) Fitzgerald
(3665) Fitzgerald es un asteroide perteneciente al cinturón de asteroides, descubierto el 19 de marzo de 1979 por Antonín Mrkos desde el Observatorio Kleť, České Budějovice, República Checa.

## Designación y nombre
Designado provisionalmente como 1979 FE. Fue nombrado Fitzgerald en homenaje a la cantante estadounidense de jazz Ella Fitzgerald.